# 碳酸鹽岩

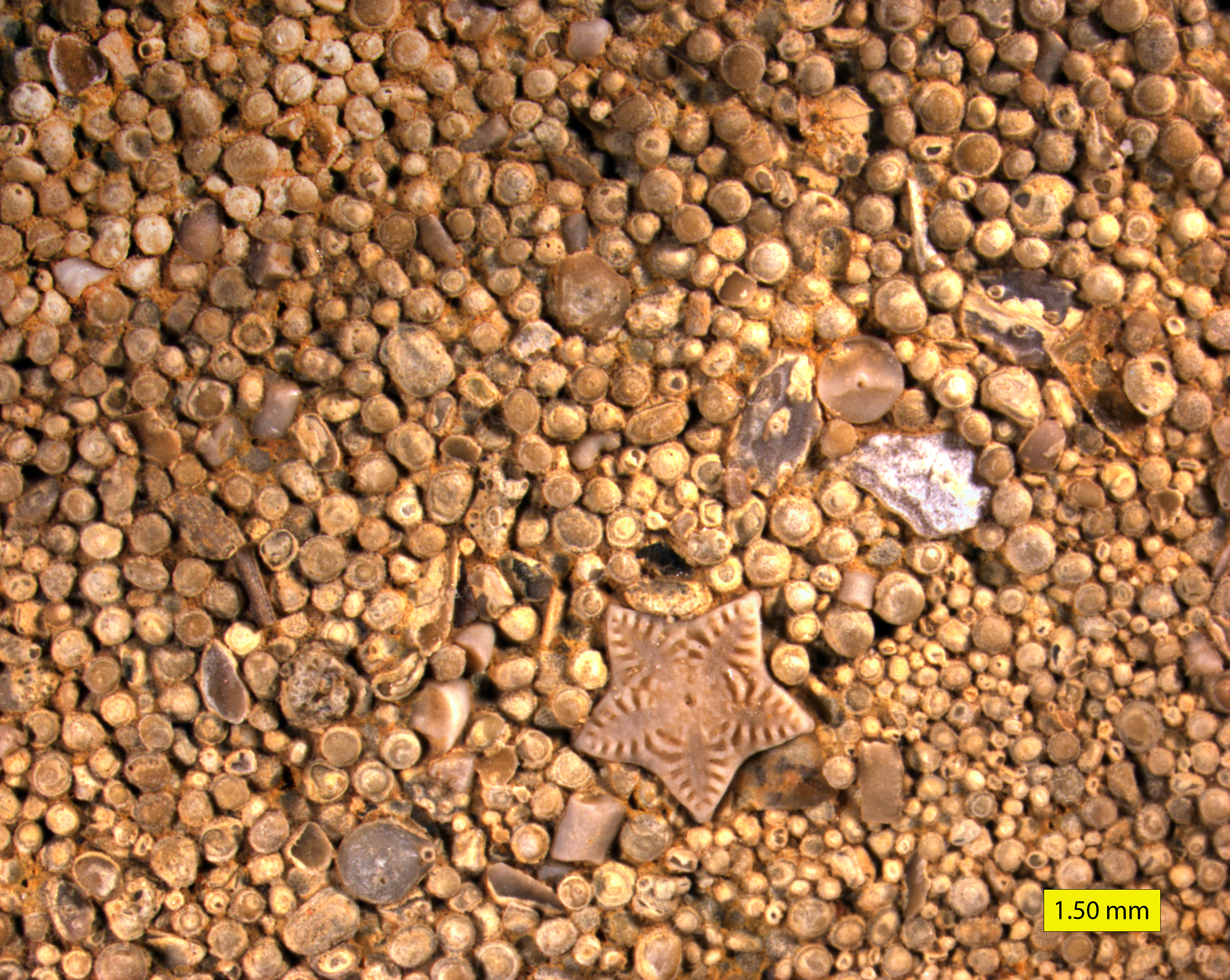
石灰石表面上的碳酸盐鲕粒; Carmel Formation，美国犹他州南部（中侏罗纪）。最大的直径为1.0毫米。

碳酸鹽岩（英語：Carbonate rock）是一種沉積岩的類別，最常見為石灰岩和白雲岩兩大類。其中石灰岩主要由霰石與方解石組成，後者則可提供白雲石。
碳酸盐岩自寒武纪已廣泛分布在全球各地，估計佔沉積岩總量的20%至25%，屬於重要礦產之一，可生產石膏、岩盐、钾盐及汞、锑、铜、铅、锌、银、镍、钴、铀、钒等，廣泛應用在冶金、建築、裝修、工藝品、化工等行業上。碳酸鹽岩亦經常儲存著石油、天然气又或地下水，世上碳酸盐岩型油氣田储量占总储量的50％，占总产量的60％。

## 参阅
- 沉洞